# Edward Sadomba
Edward Sadomba, né le 31 août 1983 à Harare au Zimbabwe, est un footballeur international zimbabwéen, qui évolue au poste d'attaquant.

## Biographie

### Carrière en club
Avec les clubs du Dynamos Harare, de l'Al-Hilal Omdurman et de l'Al-Ahly Benghazi, Edward Sadomba dispute 45 matchs en Ligue des champions, pour 20 buts inscrits, et 10 matchs en Coupe de la confédération, pour 10 buts inscrits.

### Carrière internationale
Edward Sadomba compte 15 sélections et 1 but avec l'équipe du Zimbabwe depuis 2006.

## Palmarès
- Avec le Dynamos FC
  - Champion du Zimbabwe en 2007
  - Vainqueur de la Coupe du Zimbabwe en 2007

- Avec Al-Hilal Omdurman
  - Champion du Soudan en 2009, 2010 et 2012
  - Vainqueur de la Coupe du Soudan en 2009 et 2011